# 桑迪·甘地
桑迪·甘地（1958年1月28日—2017年2月1日），原名桑德拉·阿兰哈，出生于印度新德里，是一名澳大利亚喜剧演员和专栏作家。

## 生平
她在班加罗尔和墨尔本长大。之后住在新南威尔士的拜伦湾。她称自己为“澳大利亚最东部的印第安人”。她最出名的作品是自己扮演的一个印度角色的单口相声。她还是《回声》杂志的娱乐编辑。2017年2月1日，她在拜伦湾去世，享年59岁。